# The Viking Queen
The Viking Queen è un cortometraggio muto del 1914 diretto da Walter Edwin. Il soggetto è firmato da Mary Fuller: l'attrice, che è la protagonista del film nel ruolo della regina Helga a fianco di Charles Ogle, scrisse diversi soggetti e sceneggiature per il cinema.

## Produzione
Il film fu prodotto dalla Edison Company.

## Distribuzione
Distribuito dalla General Film Company, il film - un cortometraggio in due bobine - uscì nelle sale cinematografiche statunitensi il 4 settembre 1914.